# Демидов, Александр Андреевич
Александр Андреевич Демидов — советский хозяйственный, государственный и политический деятель.

## Биография
Родился в 1931 году в селе Ближнее-Песочное. Член КПСС.
С 1950 года — на хозяйственной, общественной и политической работе. В 1950—1996 гг. — рабочий на участке подготовки составов, диспетчер, мастер мартеновского цеха № 2 Златоустовского металлургического завода, секретарь райкома ВЛКСМ, мастер мартеновского цеха № 2, начальник смены, заместитель секретаря, секретарь парткома Златоустовского металлургического завода, второй, первый секретарь Златоустовского горкома КПСС, заместитель заведующего отделом оборонной промышленности Челябинского обкома КПСС, председатель комиссии партийного контроля при обкоме КПСС, главный специалист Комитета по промышленности правительства Челябинской области.
Делегат XXIV и XXV съездов КПСС.
Умер в Челябинске в 2000 году.